# História de Pernambuco

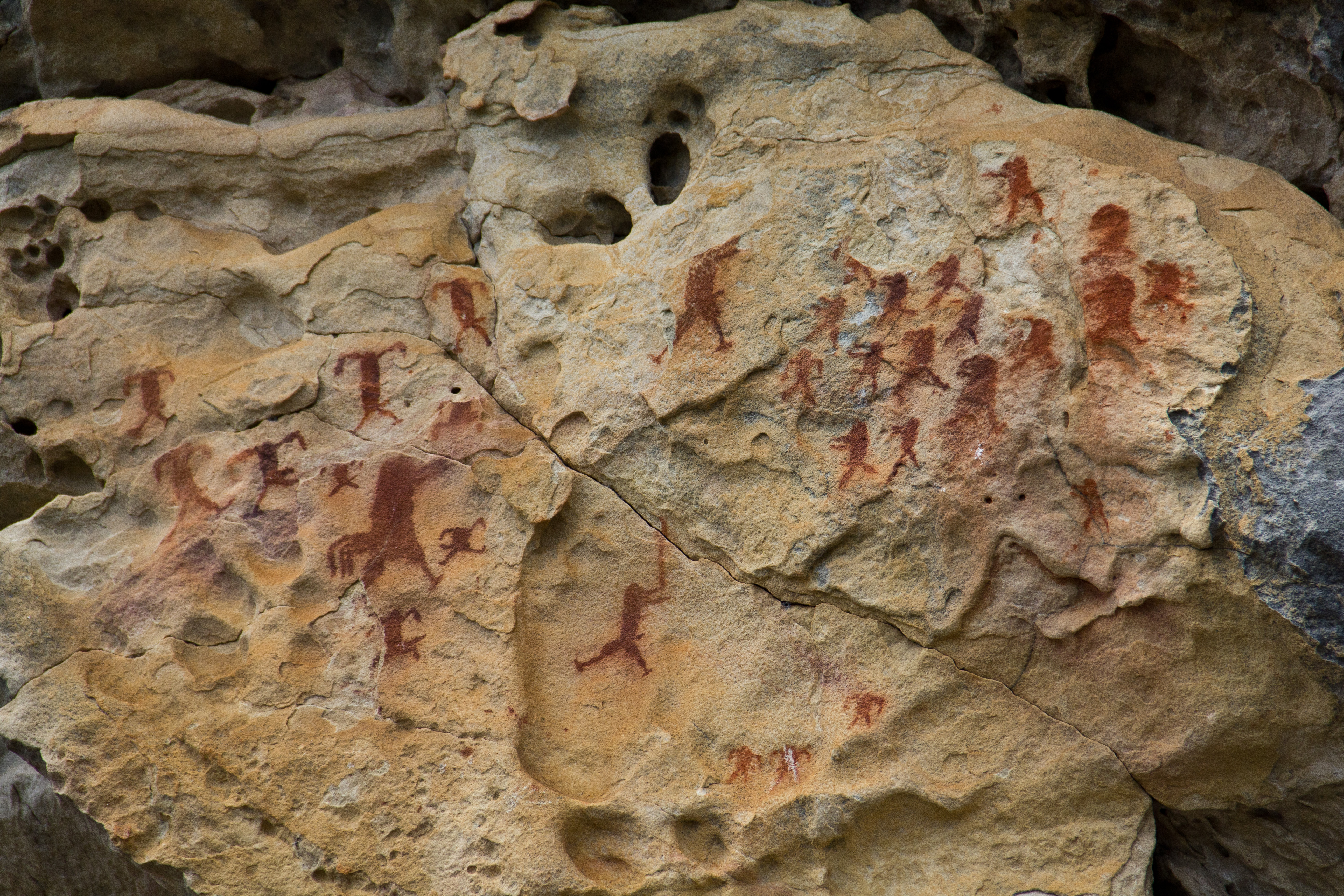
Pinturas rupestres no Vale do Catimbau, Pernambuco.

A História de Pernambuco diz respeito à trajetória histórica do estado brasileiro de Pernambuco. Os primeiros vestígios de ocupação humana no atual território pernambucano possuem cerca de 11 mil anos e se encontram nas regiões de Chã do Caboclo e Furna do Estrago. Os primeiros grupos indígenas a habitar o estado foram os da tradição cultural Itaparica e os Cariris velhos. No período de chegada dos portugueses ao Brasil, o litoral de Pernambuco era habitado pelos caetés e os tabajaras. Muitos estudiosos afirmam que a descoberta do Brasil ocorreu em 26 de janeiro de 1500 quando o navegador espanhol Vicente Yáñez Pinzón desembarcou no Cabo de Santo Agostinho. Mas, ainda que esta tenha sido a viagem mais antiga ao território que atualmente é o Brasil, a Espanha não reivindicou a descoberta por causa do Tratado de Tordesilhas.
O território de Pernambuco foi a região mais rentável para a Coroa Portuguesa no início da colonização, sendo a principal área de exploração do pau-brasil, e do Ciclo do Açúcar que se iniciou com a construção do primeiro engenho de açúcar na América Portuguesa em Itamaracá. Após uma invasão francesa à Pernambuco em 1532, o rei Dom João III dividiu o Brasil em capitanias hereditárias, deixando a Capitania de Pernambuco para Duarte Coelho, que tomou posse desta em 1535. Duarte Coelho, ao instalar grandes engenhos de açúcar por toda a capitania, fez com que ela se tornasse a maior produtora de açúcar do Brasil Colônia e, por consequência, a capitania mais rica e influente. Em meados do século XVII, época em que Pernambuco era a área maior e mais rica área de produção de açúcar no mundo, ocorreram as Invasões Holandesas, período em que a Holanda dominou grande parte do Nordeste brasileiro (principalmente Pernambuco), em uma colônia que foi denominada como Nova Holanda (Nieuw Holland). O principal marco desse período foi a construção de Mauritsstad (atual Recife) pelo Conde Maurício de Nassau. O domínio holandês de 1630 até 1654, quando os holandeses foram expulsos na Insurreição Pernambucana. Durante o período colonial, ocorreram três movimentos revoltosos (ou nativistas) no estado de Pernambuco: a Conjuração de "Nosso Pai", a Guerra dos Mascates e a Conspiração dos Suassunas. Entretanto, a principal revolta da história pernambucana foi a Revolução Pernambucana, movimento separatista que tinha como objetivo tornar Pernambuco um país independente, o que foi conseguido com a ocupação de Recife em 6 de março de 1817. Apesar de ter conseguido apoio dos Estados Unidos e também contar com a participação dos estados da Paraíba e Rio Grande do Norte, a República de Pernambuco durou apenas 74 dias e o estado voltou ao domínio português. Apesar disso, a Revolução Pernambucana deixou um legado forte na história de Pernambuco e foi um movimento precursor da Independência do Brasil.
Após a independência e a fundação do Império do Brasil em 1822, Pernambuco deixou de ser a província mais influente do Brasil devido à decadência do açúcar e do algodão com o ciclo do café, porém a Província de Pernambuco continuou sendo uma das mais importantes do país e Recife a segunda cidade mais importante do país (atrás do Rio de Janeiro). Nesse período ocorreram duas revoltas liberais e separatistas contra o Império: a Confederação do Equador e a Revolução Praieira. Os principais eventos históricos em Pernambuco após a Proclamação da República foram a modernização de Recife na década de 1910, o assassinato de João Pessoa (que foi o estopim para a Revolução de 1930) e o atentado no aeroporto dos Guararapes durante a Ditadura Militar. Foi em Recife que se iniciou o movimento das Diretas Já. A partir da segunda metade do século XX, o estado passou por um processo de estagnação econômica que o fez perder protagonismo regional, mas mesmo assim Pernambuco ainda é um das economias mais importantes do Nordeste e no século XXI está sendo o estado com maior crescimento econômico da região. 

## Pré-história e Antiguidade

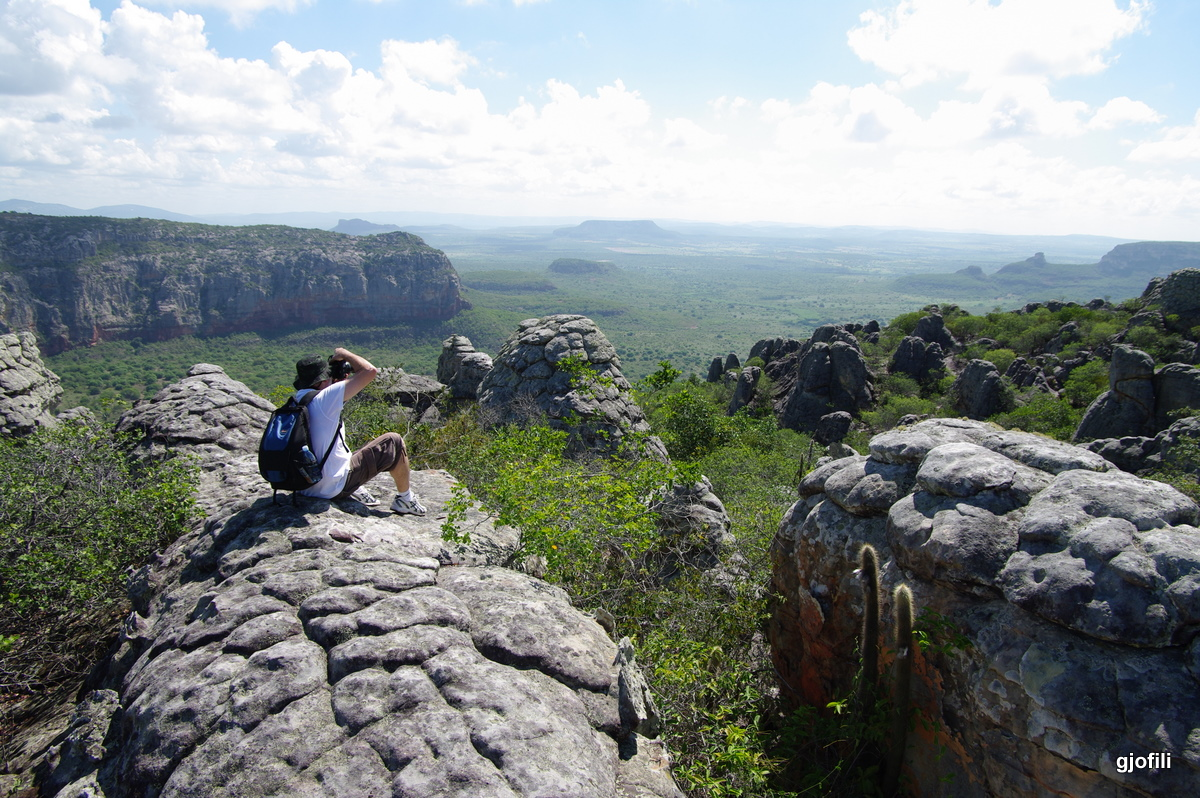
Parque Nacional do Catimbau, localizado entre o sertão e o agreste. Pernambuco abriga sítios arqueológicos datados de pelo menos 11 mil anos.

O Nordeste brasileiro concentra alguns dos mais antigos sítios arqueológicos conhecidos do país, com datação superior a 40 mil anos antes do presente. Na região que hoje corresponde ao estado de Pernambuco, foram identificados vestígios seguros de ocupação humana superiores a 11 mil anos, nas regiões de Chã do Caboclo, em Bom Jardim, e Furna do Estrago, em Brejo da Madre de Deus. Nesta última região, foi descoberta uma importante necrópole pré-histórica, com 125 metros quadrados de área coberta, de onde foram resgatados 83 esqueletos humanos em bom estado de conservação.
Dentre os grupos indígenas que habitaram o estado, identificou-se a tradição cultural Itaparica, responsável pela confecção de artefatos líticos lascados há mais de 6 mil anos. No Agreste Pernambucano, conservam-se pinturas rupestres com data aproximada de 2 mil anos antes do presente, atribuídas à subtradição denominada Cariris velhos. Na época da colonização portuguesa, habitavam o litoral pernambucano os caetés e os tabajaras, já desaparecidos. Nos brejos de altitude do estado ainda é possível encontrar grupos indígenas remanescentes das antigas tradições, como os Pankararu (em Tacaratu) e os Atikum (em Floresta).

## Descobrimento do Brasil por Vicente Yáñez Pinzón

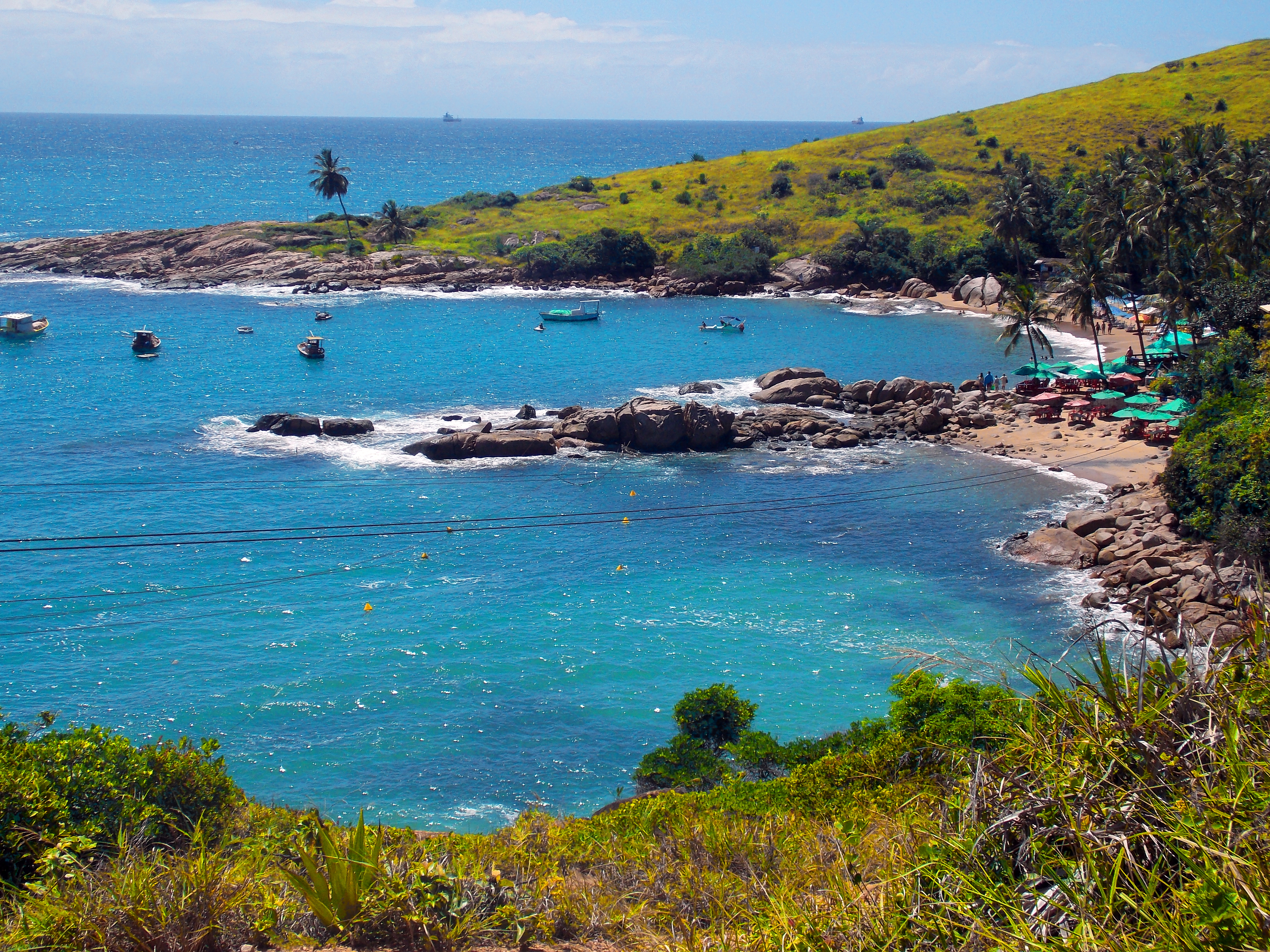
O Cabo de Santo Agostinho, no litoral sul de Pernambuco, foi o local da descoberta do Brasil por Vicente Yáñez Pinzón no dia 26 de janeiro de 1500.

Muitos estudiosos afirmam que o descobridor do Brasil foi o navegador espanhol Vicente Yáñez Pinzón, que no dia 26 de janeiro de 1500 desembarcou no Cabo de Santo Agostinho, litoral sul de Pernambuco — esta considerada a mais antiga viagem comprovada ao território brasileiro.
A esquadra, composta por quatro caravelas, zarpou de Palos de la Frontera no dia 19 de novembro de 1499. Após cruzar a linha do Equador, Pinzón enfrentou uma forte tempestade, e então, no dia 26 de janeiro de 1500, avistou o cabo e ancorou suas naus num porto abrigado e de fácil acesso a pequenas embarcações, com 16 pés de fundo, segundo as indicações da sonda. O referido porto era a enseada de Suape, localizada na encosta sul do promontório, que a expedição espanhola denominou Cabo de Santa María de la Consolación. A Espanha não reivindicou a descoberta, minuciosamente registrada por Pinzón e documentada por importantes cronistas da época como Pietro Martire d'Anghiera e Bartolomeu de las Casas, devido ao Tratado de Tordesilhas, assinado com Portugal.
O mapa de Juan de la Cosa, carta do século XV, mostra a costa sul-americana enfeitada com bandeiras castelhanas do Cabo da Vela (na atual Colômbia) até o extremo oriental do continente. Ali figura um texto que diz "Este cavo se descubrio en año de mily IIII X C IX por Castilla syendo descubridor vicentians" ("Este cabo foi descoberto em 1499 por Castela sendo o descobridor Vicente Yáñez") e que muito provavelmente se refere à chegada de Pinzón em finais de janeiro de 1500 ao Cabo de Santo Agostinho.
Por ter descoberto o Brasil, Vicente Yáñez Pinzón foi condecorado pelo rei Fernando II de Aragão em 5 de setembro de 1501.

## Períodos pré-colonial e colonial

### Os primeiros anos

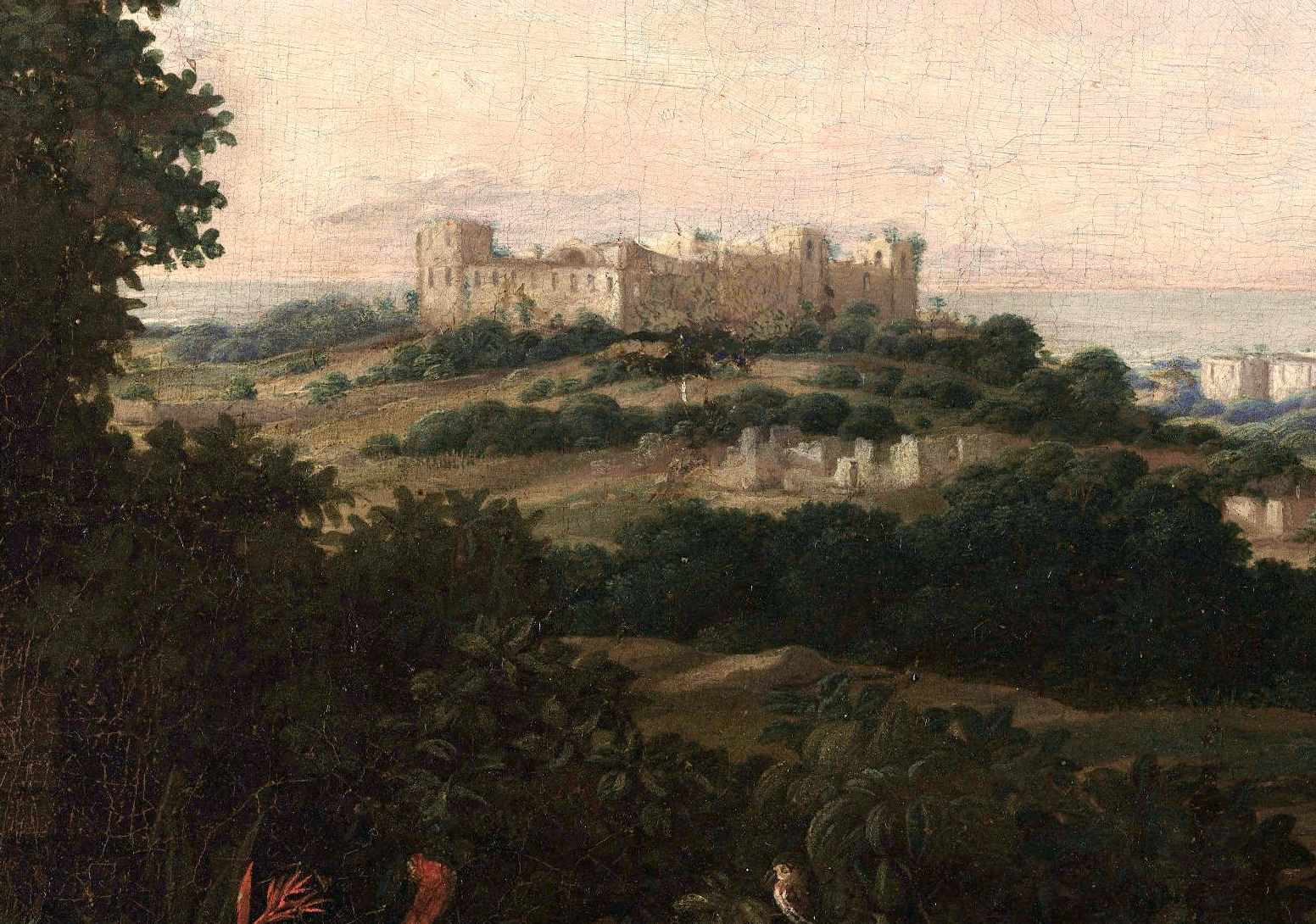
Ruínas do antigo Castelo de Duarte Coelho, em pormenor da obra do pintor Frans Post (c. 1650). Erguido a partir de 1536 em Olinda, foi a primeira casa-forte do Brasil.

Em 1501, ano seguinte ao da chegada dos europeus ao Brasil, o território de Pernambuco, definido pelo Tratado de Tordesilhas como região pertencente à América portuguesa, é explorado pela expedição de Gonçalo Coelho, que teria criado feitorias ao longo da costa da colônia, inclusive, possivelmente, na atual localidade de Igarassu, cuja defesa seria futuramente confiada a Cristóvão Jacques. Logo Pernambuco se tornaria a principal área de exploração do pau-brasil (ou pau-de-pernambuco) no Novo Mundo. A madeira pernambucana era de uma qualidade tão superior que regulava o preço no comércio europeu, o que explica o fato de a árvore do pau-brasil ter como principal nome "pernambuco" em idiomas como o francês e o italiano. Em 1516, foi construído no litoral pernambucano o primeiro engenho de açúcar de que se tem notícia na América portuguesa, mais precisamente na Feitoria de Itamaracá, confiada ao administrador colonial Pero Capico — o primeiro "Governador das Partes do Brasil". Em 1526 já figuravam direitos sobre o açúcar de Pernambuco na Alfândega de Lisboa.
No ano de 1532, Bertrand d'Ornesan, o barão de Saint Blanchard, tentou estabelecer um posto de comércio em Pernambuco. Com o navio A Peregrina, pertencente ao nobre francês, o capitão Jean Duperet tomou a Feitoria de Igaraçu e a fortificou com vários canhões, deixando-a sob o comando de um certo senhor de La Motte. Meses depois, na costa da Andaluzia na Espanha, os portugueses capturaram a embarcação francesa, que estava atulhada com 15 mil toras de pau-brasil, três mil peles de onça, 600 papagaios e 1,8 tonelada de algodão, além de óleos medicinais, pimenta, sementes de algodão e amostras minerais. E no exato instante em que A Peregrina era apreendida no mar Mediterrâneo, o capitão português Pero Lopes de Sousa combatia os franceses em Pernambuco. Retomada a feitoria, os soldados franceses foram presos e La Motte foi enforcado. Após ser informado da missão que A Peregrina realizara em Pernambuco, o rei Dom João III decidiu começar a colonização do Brasil, dividindo o seu território em capitanias hereditárias. Iniciou-se então o povoamento efetivo do território pernambucano. O atual estado de Pernambuco equivale a parte da Capitania de Pernambuco, doada por Dom João III no dia 10 de março de 1534 a Duarte Coelho, e parte da Capitania de Itamaracá, doada a Pero Lopes de Sousa. O Foral da Capitania de Pernambuco serviu de modelo aos forais das demais capitanias do Brasil. Em 1535, Duarte Coelho tomou posse da capitania que lhe foi concedida, a princípio batizada de "Nova Lusitânia", mas que pouco tempo depois recebeu a denominação que mantém até hoje. Em 1537, os povoados de Igarassu e Olinda, estabelecidos no ano da chegada do donatário, foram elevados a vila. Olinda recebeu o status de capital administrativa, e seu porto, habitado por pescadores, deu origem à atual cidade do Recife.
As vilas de Olinda e Igarassu, entre os primeiros núcleos de povoamento do Brasil, serviram de ponto de partida para expedições desbravadoras do interior da capitania. Uma dessas expedições, chefiada pelo filho do donatário, Jorge de Albuquerque, penetrou o sertão até o rio São Francisco, assegurando o domínio e expansão do interior do território e combatendo os índios hostis. Duarte Coelho, por sua vez, tratou de instalar grandes engenhos de açúcar no território pernambucano, incentivando também o plantio do algodão. Em pouco tempo, a Capitania de Pernambuco se tornou a principal produtora de açúcar da colônia. Consequentemente, era também a mais próspera e influente das capitanias hereditárias.
Surge em Pernambuco o protótipo da sociedade açucareira dos grandes latifundiários da cana-de-açúcar, que perdurará de forma majoritária nos dois séculos seguintes. O cultivo da cana-de-açúcar adaptou-se facilmente ao clima pernambucano e ao solo massapê. A maior proximidade geográfica de Portugal, barateando o custo do transporte, a abundância do pau-brasil, o cultivo do algodão e os grandes investimentos feitos pelo donatário na fundação de vilas e na pacificação dos índios são outros fatores que ajudam a explicar o progresso da capitania. Discorrendo sobre o centro da economia colonial, o padre Fernão Cardim disse que "em Pernambuco se acha mais vaidade que em Lisboa", opulência que parecia decorrer, como sugere Gabriel Soares de Sousa em 1587, do fato de, então, ser a capitania "tão poderosa (...) que há nela mais de cem homens que têm de mil até cinco mil cruzados de renda, e alguns de oito, dez mil cruzados. Desta terra saíram muitos homens ricos para estes reinos que foram a ela muito pobres". Por volta do início do século XVII, a Capitania de Pernambuco era a maior e mais rica área de produção de açúcar do mundo.

#### Conquista e colonização do interior
No final do século XVI e início do século XVII, os vaqueiros pernambucanos começaram a colonizar o Agreste pernambucano e a região semiárida alagoana. No entanto, a colonização do interior de Pernambuco em maior escala ocorreria apenas a partir de meados do século XVII, após a expulsão dos neerlandeses, com o Agreste sendo colonizado por vaqueiros pernambucanos e o Sertão, sendo colonizado por vaqueiros baianos, vinculados ao latifúndio da Casa da Torre, da família D’Ávila.

### Saque do Recife (1595)
O Saque do Recife, também conhecido como "Expedição Pernambucana de Lancaster", foi um episódio da Guerra Anglo-Espanhola ocorrido em 1595 no porto do Recife, em Pernambuco, Brasil Colônia. Liderada pelo almirante inglês James Lancaster, foi a única expedição de corso da Inglaterra que teve como objetivo principal o Brasil, e representou o mais rico butim da história da navegação de corso do período elisabetano.

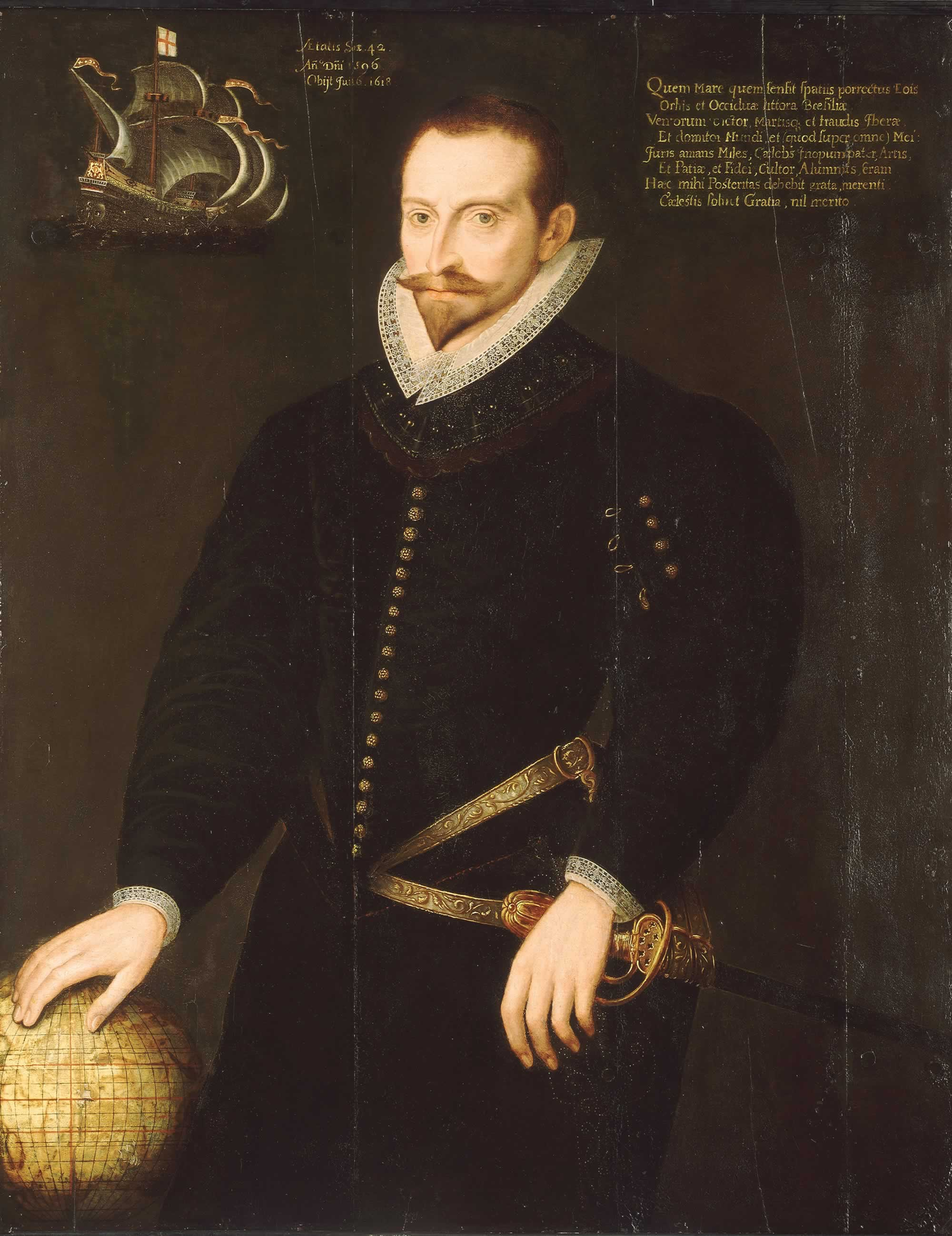
O célebre corsário inglês James Lancaster arrebatou no Recife o mais rico butim da história da navegação de corso da Inglaterra elisabetana, durante a Guerra Anglo-Espanhola.

A União Ibérica colocou o Brasil em conflito com potências europeias que eram amigas de Portugal mas inimigas da Espanha, como a Inglaterra e a Holanda. A Capitania de Pernambuco, mais rica de todas as possessões portuguesas, se tornou então um alvo cobiçado.
Poucos anos após derrotarem a Invencível Armada espanhola, em 1588, os ingleses tiveram acesso a manuscritos portugueses e espanhóis que detalhavam a costa do Brasil. Um deles, de autoria do mercador português Lopes Vaz, veio a ser publicado em inglês e enfatizava as qualidades da rica vila de Olinda ao dizer que "Pernambuco é a mais importante cidade de toda aquela costa". A opulência pernambucana impressionara o padre Fernão Cardim, que surpreendeu-se com "as fazendas maiores e mais ricas que as da Bahia, os banquetes de extraordinárias iguarias, os leitos de damasco carmesim, franjados de ouro e as ricas colchas da Índia". Logo a capitania seria vista pelos ingleses como um "macio e suculento" pedaço do Império de Filipe II.
A expedição de James Lancaster saiu de Blackwall, na Grande Londres, em outubro de 1594, e navegou através do Atlântico capturando numerosos navios antes de atingir Pernambuco. Ao chegar, Lancaster confrontou a resistência local, mas se deparou na entrada do porto com três urcas holandesas, das quais esperava uma reação negativa, o que não aconteceu: os antes pacíficos holandeses levantaram âncora e deixaram o caminho livre para a invasão inglesa, e além de não terem oposto resistência à ação, terminaram por se associar aos ingleses, fretando seus navios para o transporte dos bens subtraídos em Pernambuco. Lancaster então tomou o Recife e nele permaneceu por quase um mês, espaço de tempo no qual se associou aos franceses que chegaram no porto e derrotou uma série de contra-ataques portugueses. A frota partiu com um montante robusto de açúcar, pau-brasil, algodão e mercadorias de alto preço. Dos navios que partiram do porto, apenas uma pequena nau não chegou ao seu destino. O lucro dos investidores, entre eles Thomas Cordell, então prefeito de Londres, e o vereador da cidade de Londres John Watts, foi assombroso, estimado em mais de 51 mil libras esterlinas. Do total, 6.100 libras ficaram com Lancaster e 3.050 foram para a Rainha. Com tal desfecho, a expedição foi considerada um absoluto sucesso militar e financeiro.
Após a visita de Lancaster, a Capitania de Pernambuco organizou duas companhias armadas para a defesa da região, cada uma delas com 220 mosqueteiros e arcabuzeiros, uma sediada em Olinda e outra no Recife.

### Pernambuco e as invasões estrangeiras no Maranhão e na Bahia

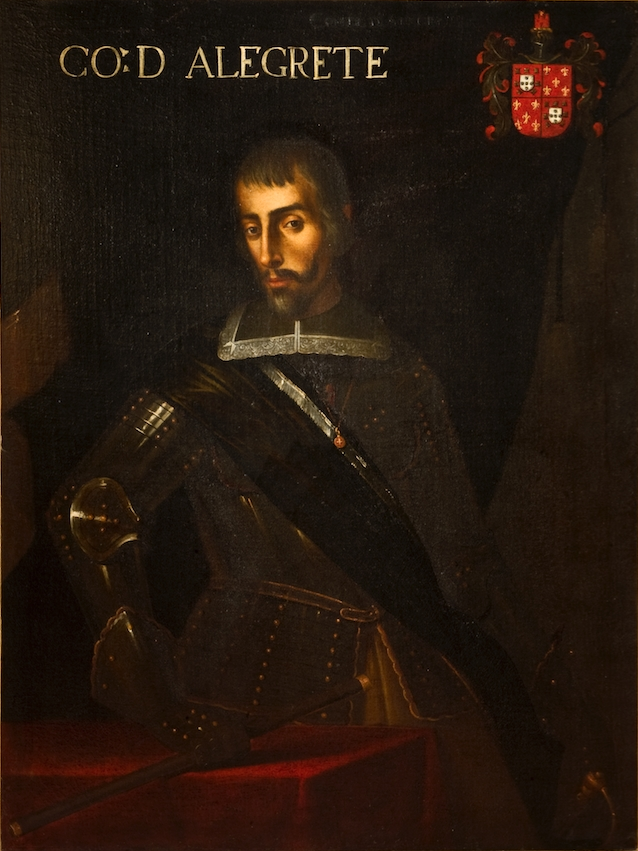
Matias de Albuquerque, Conde de Alegrete, administrou o Estado do Brasil a partir de Olinda entre 1624 e 1625.

As primeiras décadas do século XVII foram turbulentas na costa do atual Nordeste brasileiro. Em Pernambuco, esforços concentravam-se na expulsão das forças estrangeiras que invadiam o litoral do Brasil.
Em 1612, os franceses fundaram em terras maranhenses uma colônia que ficou conhecida como França Equinocial. Jerônimo de Albuquerque, militar de Olinda, foi então incumbido pelo Capitão-mor de Pernambuco, Alexandre de Moura, de expulsar os franceses do Maranhão. Tropas partiram do Recife, e em novembro de 1614 travou-se a batalha final, o Combate de Guaxenduba, com a vitória das forças comandadas por Jerônimo. Seis dias depois foram suspensas as lutas, com tratado assinado pelo comandante francês Daniel de La Touche, Senhor de la Ravardière, e Jerônimo de Albuquerque, no qual la Ravardière se comprometia a entregar o Forte de São Luís em cinco meses, o que efetivamente ocorreu. Face a esta conquista Jerônimo de Albuquerque, por ato do rei Filipe III de Espanha, recebeu oficialmente o sobrenome Maranhão.
Anos depois, no dia 10 de maio de 1624, uma expedição da Companhia Holandesa das Índias Ocidentais atacou e conquistou Salvador. O Governador da Capitania de Pernambuco, Matias de Albuquerque, foi então nomeado Governador-Geral, administrando a colônia a partir de Olinda, e enviando expressivos reforços para a guerrilha sediada no Arraial do Rio Vermelho e no Recôncavo. Contudo, os holandeses só foram dali expulsos no ano seguinte, com a chegada de uma poderosa armada luso-espanhola composta por navios procedentes dos portos de Cádis, de Lisboa e do Recife. Francisco de Moura Rolim, que comandara a frota de caravelas de Pernambuco, tornou-se ainda em 1625 Governador-Geral, nomeado pelo seu antecessor Matias de Albuquerque. Foram, portanto, os primeiros governadores-gerais nascidos no Brasil.
Em meados de 1626, Matias de Albuquerque procurou estabelecer posições fortificadas no porto do Recife a fim de que se pudesse dissuadir a Companhia Holandesa das Índias Ocidentais da ideia empreendida na Bahia.

### Invasão holandesa em Pernambuco (1630-1654)

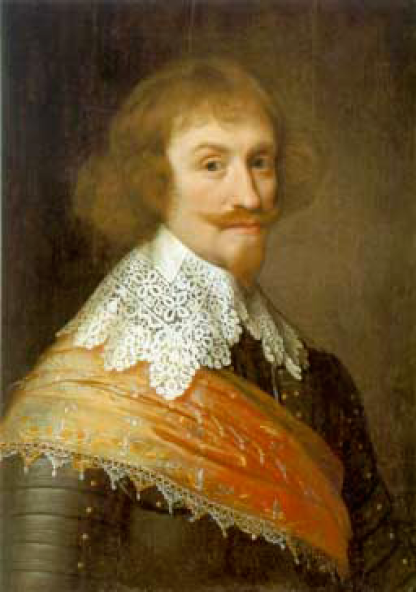
O conde Maurício de Nassau.

De posse dos recursos obtidos no saque à frota espanhola da prata, a Holanda arma uma nova expedição, desta vez contra Pernambuco, a mais rica de todas as possessões portuguesas. O seu objetivo declarado era o de restaurar o comércio do açúcar com os Países Baixos, proibido pela Coroa da Espanha. Os neerlandeses viam na tomada de Olinda e Recife a oportunidade para impor um duro golpe no reino de Filipe IV.
Em 26 de dezembro de 1629 partia de Cabo Verde em direção a Pernambuco uma extraordinária esquadra com 67 navios e cerca de 7 mil homens, a maior já vista na colônia, sob o comando do almirante Hendrick Lonck. Os holandeses, desembarcando na praia de Pau Amarelo, conquistaram a capitania em fevereiro de 1630 e estabeleceram a colônia Nova Holanda. A frágil resistência portuguesa na passagem do Rio Doce foi derrotada, e os holandeses invadiram sem grandes contratempos Olinda. Os moradores, em pânico, fugiram levando o que puderam. Alguns bolsões de contenção foram eliminados, destacando-se a brava luta do capitão André Temudo em defesa da Igreja da Misericórdia. Em poucos dias, Olinda e o seu porto, Recife, foram tomados.

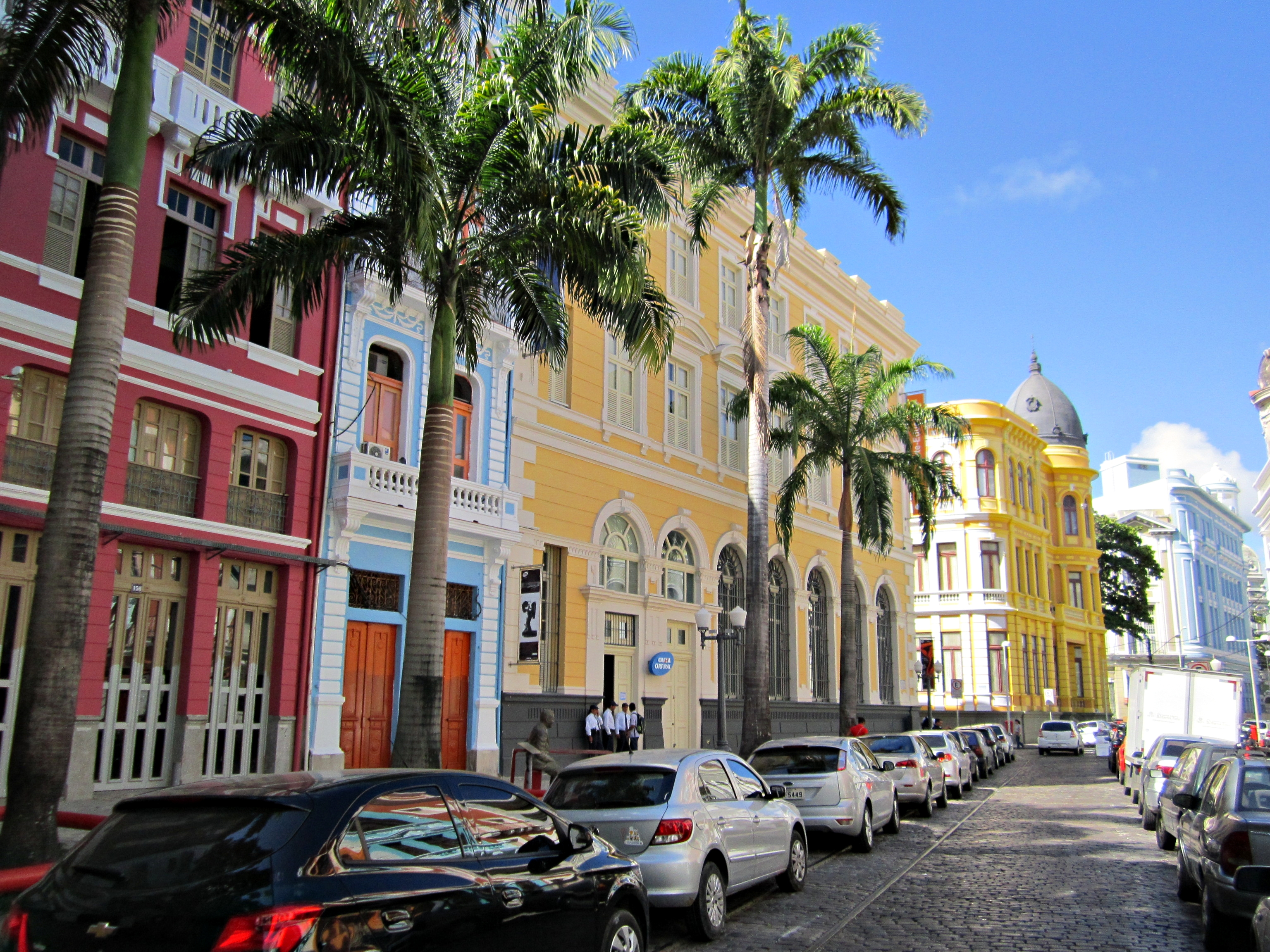
Na Rua do Bom Jesus está situada a Kahal Zur Israel, primeira sinagoga da América. O Recife foi a mais cosmopolita cidade do continente durante o governo nassoviano.

O conde Maurício de Nassau desembarcou na Nieuw Holland, a Nova Holanda, em 1637, acompanhado por uma equipe de arquitetos e engenheiros. Nesse ponto começa a construção de Mauritsstad (atual Recife), que foi dotada de pontes, diques e canais para vencer as condições geográficas locais. O arquiteto Pieter Post foi o responsável pelo traçado da nova cidade e de edifícios como o Palácio de Friburgo, sede do poder de Nassau na Nova Holanda, que tinha um observatório astronômico — o primeiro do Hemisfério Sul —, e abrigou o primeiro farol e o primeiro jardim zoobotânico do continente americano. Em 28 de fevereiro de 1643 o Recife (atualmente o bairro do Recife) foi ligado à Cidade Maurícia com a construção da primeira ponte de grande porte da América Latina. Durante o governo de Nassau, Recife foi considerada a mais cosmopolita cidade da América, e tinha a maior comunidade judaica de todo o continente, que construiu, à época, a primeira sinagoga do Novo Mundo, a Kahal Zur Israel, bem como a segunda, a Maguen Abraham. Na Nova Holanda foram cunhadas as primeiras moedas em solo brasileiro: os florins (ouro) e os soldos (prata), que continham a palavra Brasil.
Por diversos motivos, sendo um dos mais importantes a exoneração de Maurício de Nassau do governo da capitania pela Companhia Holandesa das Índias Ocidentais, o povo de Pernambuco se rebelou contra o governo, juntando-se à fraca resistência ainda existente, num movimento denominado Insurreição Pernambucana.

#### Insurreição Pernambucana (1645-1654)

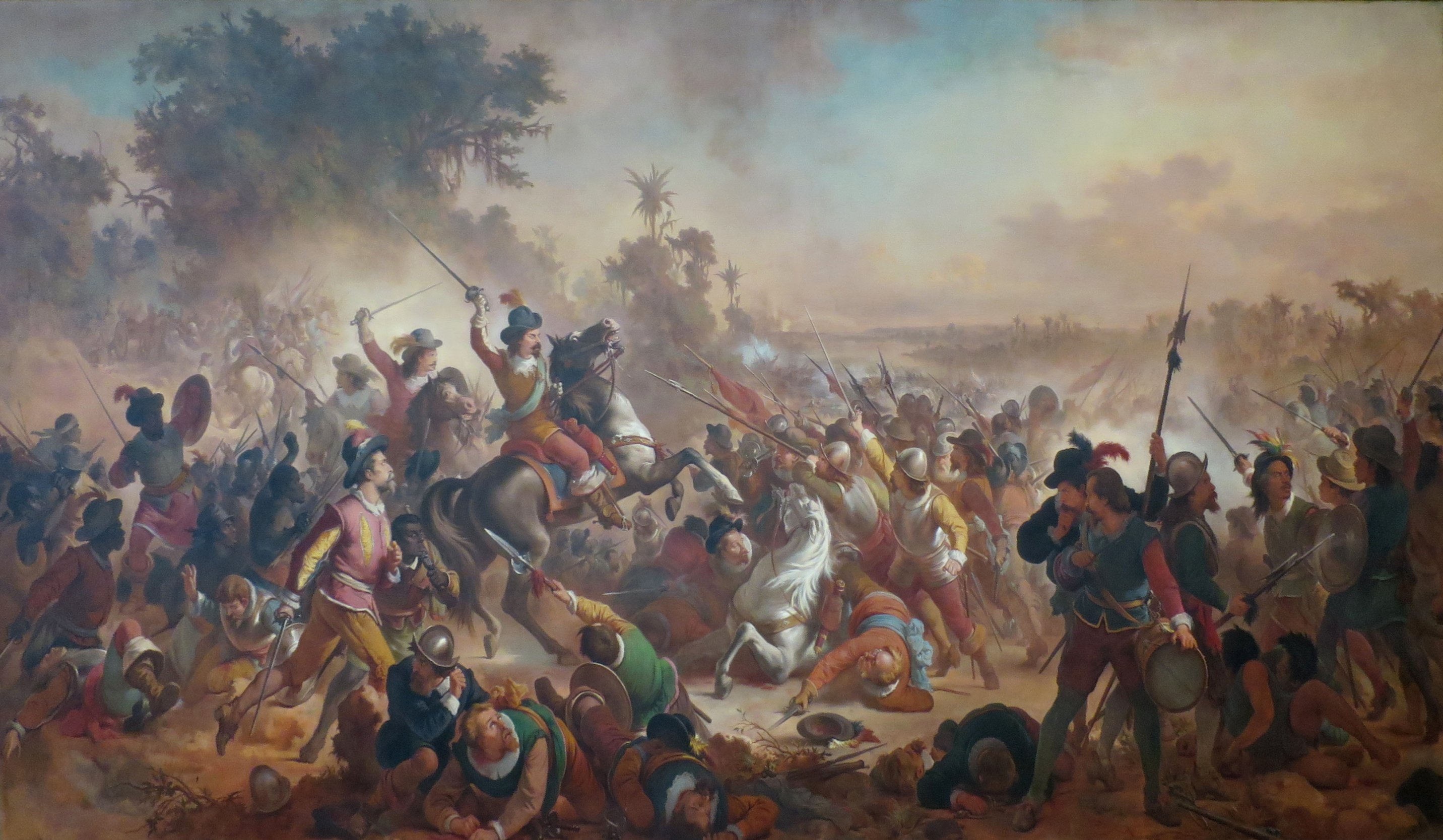
As Batalhas dos Guararapes, episódios decisivos na Insurreição Pernambucana, são consideradas a origem do Exército Brasileiro.

Em 15 de maio de 1645, reunidos no Engenho de São João, 18 líderes insurretos pernambucanos assinaram compromisso para lutar contra o domínio holandês na capitania. Com o acordo assinado, começa o contra-ataque à invasão holandesa. A primeira vitória importante dos insurretos se deu no Monte das Tabocas (hoje localizado no município de Vitória de Santo Antão), onde 1.200 insurretos mazombos armados de armas de fogo, foices, paus e flechas derrotaram numa emboscada 1.900 holandeses bem armados e bem treinados. O sucesso deu ao líder Antônio Dias Cardoso o apelido de Mestre das Emboscadas. Os holandeses que sobreviveram seguiram para Casa Forte, sendo novamente derrotados pela aliança dos mazombos, índios nativos e escravos negros. Recuaram novamente para as fortificações em Cabo de Santo Agostinho, Pontal de Nazaré, Sirinhaém, Rio Formoso, Porto Calvo e Forte Maurício, sendo sucessivamente derrotados pelos insurretos.
Cercados e isolados pelos rebeldes numa faixa que ficou conhecida como Nova Holanda, indo do Recife a Itamaracá, os invasores começaram a sofrer com a falta de alimentos, o que os levou a atacar plantações de mandioca nas vilas de São Lourenço, Catuama e Tejucupapo. Em 24 de abril de 1646, ocorreu a famosa Batalha de Tejucupapo, onde mulheres camponesas armadas de utensílios agrícolas e armas leves expulsaram os invasores holandeses, humilhando-os definitivamente. Esse fato histórico consolidou-se como a primeira importante participação militar da mulher na defesa do território brasileiro.[carece de fontes?]

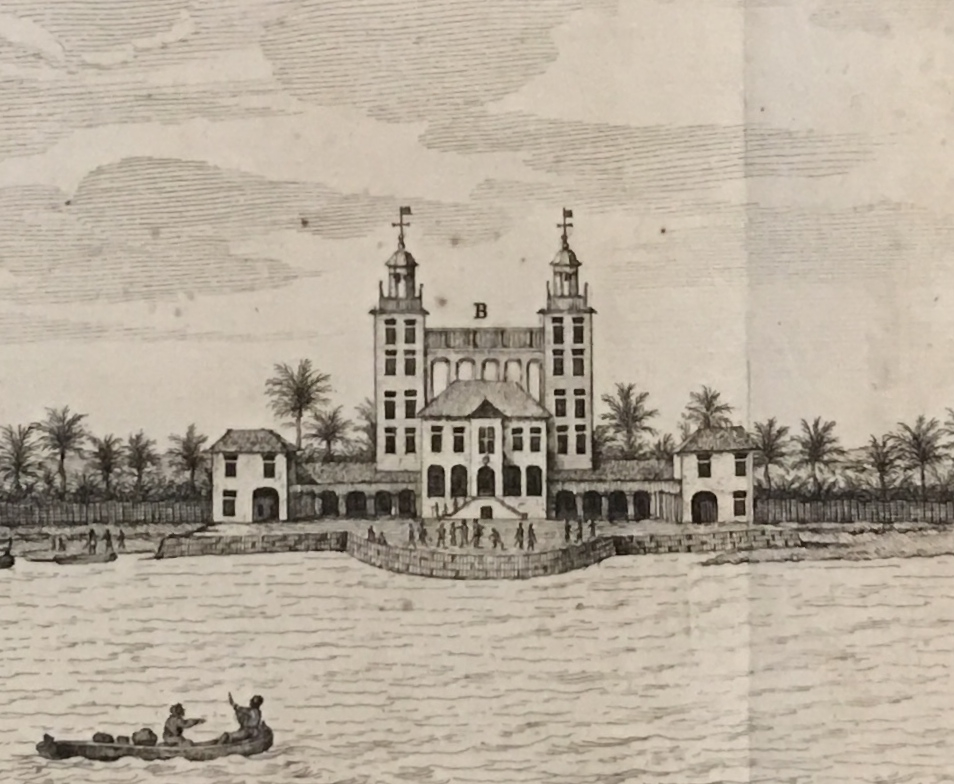
O Palácio de Friburgo (1642), local de residência e de despachos de Maurício de Nassau, foi demolido no século XVIII devido aos danos causados durante a Insurreição Pernambucana.

Com a chegada gradativa de reforços portugueses, os holandeses por fim foram expulsos em 1654, na segunda Batalha dos Guararapes. A data da primeira das Batalhas dos Guararapes é considerada a origem do Exército Brasileiro.
Tomada a colônia holandesa, os judeus receberam um prazo de três meses para partir ou se converter ao catolicismo. Com medo da fogueira da Inquisição, quase todos venderam o que tinham e deixaram o Recife em 16 navios. Parte da comunidade judaica expulsa de Pernambuco fugiu para Amsterdã, e outra parte se estabeleceu em Nova York. Através deste último grupo a Ilha de Manhattan, atual centro financeiro dos Estados Unidos, conheceu grande desenvolvimento econômico; e descendentes de judeus egressos do Recife tiveram participação ativa na história estadunidense: Gershom Mendes Seixas, aliado de George Washington na Guerra de Independência dos Estados Unidos; seu filho Benjamin Mendes Seixas, fundador da Bolsa de Valores de Nova York; Benjamin Cardozo, juiz da Suprema Corte dos Estados Unidos ligado a Franklin Roosevelt; entre outros.
Devido à Primeira Guerra Anglo-Neerlandesa, a República Holandesa não pôde auxiliar os holandeses no Brasil. Com o fim da guerra contra os ingleses, a Holanda exige a devolução da colônia em maio de 1654. Sob ameaça de uma nova invasão do Nordeste brasileiro, Portugal firma acordo com os holandeses e os indeniza com 4 milhões de cruzados e duas colônias: o Ceilão (atual Sri Lanka) e as ilhas Molucas (parte da atual Indonésia). Em 6 de agosto de 1661, a Holanda cede formalmente a região ao Império Português através da Paz de Haia.

### Quilombo dos Palmares

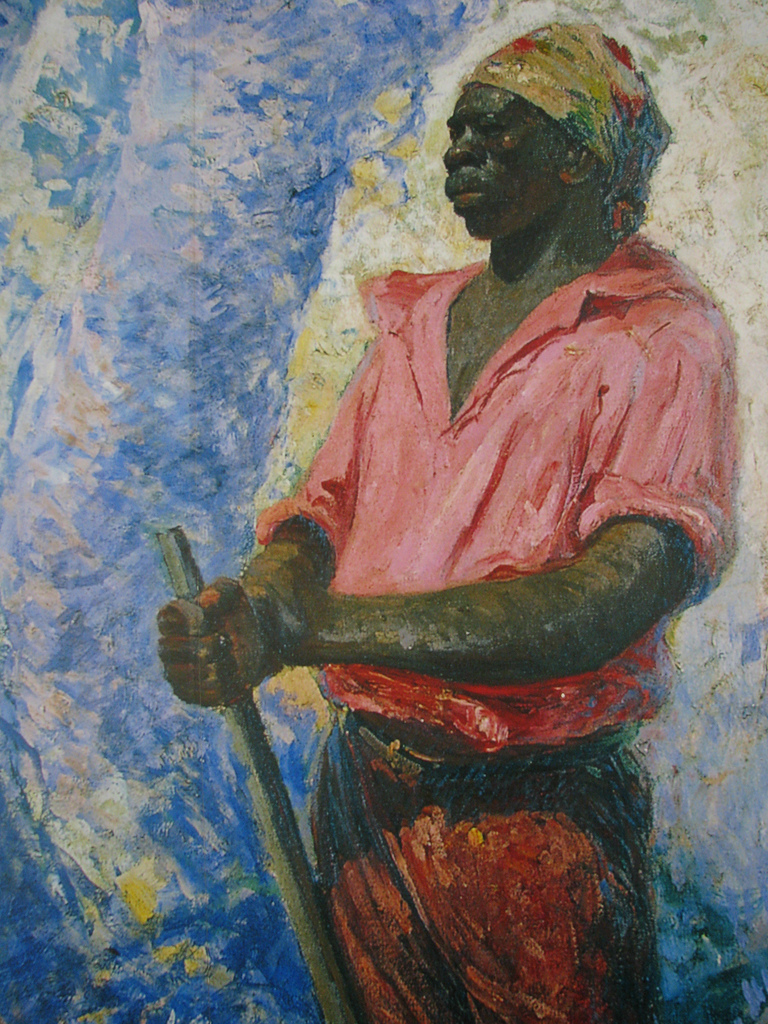
Zumbi dos Palmares, nascido na então Capitania de Pernambuco, é considerado o maior herói negro do Brasil. Após a destruição do Quilombo de Palmares, Zumbi foi decapitado e sua cabeça exposta em praça pública no Recife. A data de sua morte foi adotada como o Dia da Consciência Negra.

O Quilombo dos Palmares foi um quilombo da era colonial brasileira. Localizava-se na então Capitania de Pernambuco, na serra da Barriga, região hoje pertencente ao município alagoano de União dos Palmares.
Palmares foi o maior dos quilombos do período colonial. Em 1602, já há relatos de sua existência e de envio de expedições pelo governador-geral da Capitania de Pernambuco para pôr fim ao aldeamento. Chegou a abranger uma área de 150 quilômetros de comprimento e 50 quilômetros de largura, situada na Capitania de Pernambuco, entre os atuais estados de Alagoas e Pernambuco, numa região de palmeiras (daí o seu nome).[carece de fontes?]
Sua população teria alcançado um número estimado entre 6 mil e 20 mil pessoas. Tanto pelas proporções como pela resistência prolongada, tornou-se o símbolo da resistência dos escravizados. O movimento de fuga de negros para a mata vinha de longe, mas a invasão holandesa em Pernambuco constituiu para eles a grande oportunidade. Por quase 70 anos os escravizados que fugiram viveram com tranquilidade, podendo instalar em Palmares um tipo de estado africano, baseado na pequena propriedade e na policultura. Com o fim do domínio holandês em Pernambuco, o quilombo passou a sofrer ataques dos fazendeiros e das autoridades, que viam nele uma ameaça. Enquanto existiu, Palmares atraiu os escravizados para a fuga. A resistência dos negros durou muitos anos e a existência do quilombo prolongou-se por quase um século, tendo-se destacado entre seus líderes o rei Ganga Zumba e seu sucessor, Zumbi.[carece de fontes?]

### Movimentos nativistas e libertários durante o período de dominação portuguesa

Pernambuco foi a mais rica capitania do Brasil Colônia. Em 1709 (mapa), o território pernambucano se estendia do atual estado do Ceará até o atual Oeste da Bahia.

#### Conjuração de "Nosso Pai" (1666)
A Capitania de Pernambuco lutava por reconstruir Recife e Olinda, ambas destruídas com as lutas contra os invasores holandeses. Os senhores de engenho, radicados em Olinda e com reservas quanto ao porto do Recife, acreditavam merecer maiores reconhecimentos da Coroa Portuguesa, pelo contributo na expulsão dos neerlandeses. Portugal, entretanto, mandou para governar a capitania Jerônimo de Mendonça Furtado, um estranho, contrariando assim os interesses de muitos pernambucanos, que se julgavam merecedores de ocupar a função, e não um estrangeiro. Mendonça Furtado era apelidado pejorativamente de Xumberga (ou, nalgumas outras versões, Xumbregas), referência ao Marechal de campo Friedrich Von Schönberg — contratado pelo Conde de Soure como mercenário e que lutara na Guerra da Restauração —, por ter um bigode semelhante ao dele. O estopim do movimento, que culminou com a prisão e deposição do governador, foi a estada, no porto do Recife, de uma esquadra francesa, que por ordem da Corte, foram bem tratados. Os insurgentes fizeram divulgar a notícia de que o governador estaria a serviço dos estrangeiros, que preparavam um ataque à capitania, e seu consequente saque.

#### Guerra dos Mascates (1710-1711)

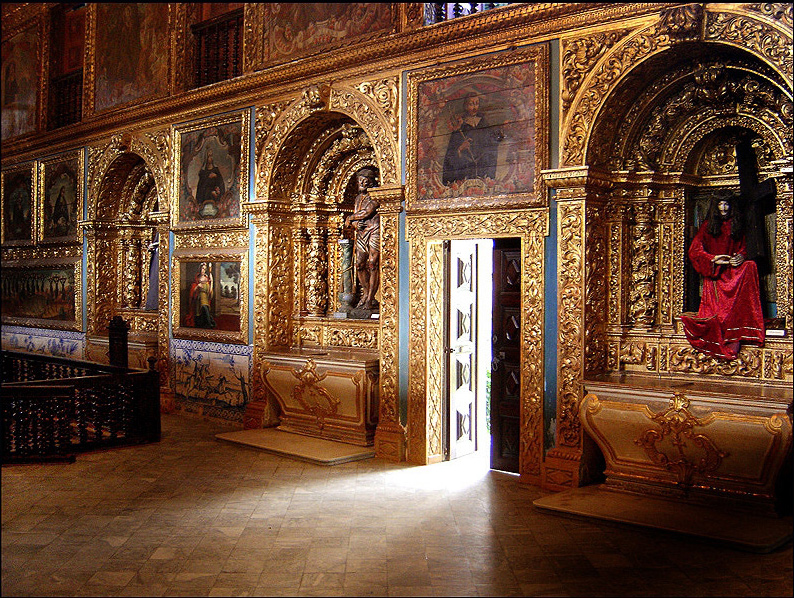
Decoração barroca da Capela Dourada, na atual capital pernambucana, Recife.

Após a invasão holandesa, muitos comerciantes vindos de Portugal — chamados pejorativamente de "mascates" — estabelecem-se no Recife, trazendo prosperidade à vila. O desenvolvimento do Recife foi visto com desconfiança pelos olindenses, em grande parte senhores de engenho em dificuldades econômicas. O conflito de interesses políticos e econômicos entre a nobreza açucareira pernambucana e os novos burgueses deu origem à Guerra dos Mascates, durante a qual o Recife foi palco de combates e cercos.
A Guerra dos Mascates é considerada um movimento nativista pela historiografia na história do Brasil.

#### Conspiração dos Suassunas (1801)
A Conspiração dos Suassunas foi um projeto de revolta que se registrou em Olinda no alvorecer do século XIX.
Influenciadas pelas ideias do Iluminismo e pela Revolução Francesa, algumas pessoas, entre as quais Manuel Arruda Câmara — membro da Sociedade Literária do Rio de Janeiro —, fundaram em 1796 no município pernambucano de Itambé a primeira loja maçônica do Brasil, Areópago de Itambé, da qual não participavam europeus. As mesmas ideias também eram discutidas por padres e alunos do Seminário de Olinda, fundado pelo bispo Dom José Joaquim da Cunha Azeredo Coutinho em 16 de fevereiro de 1800. Esta instituição teve entre os seus membros o Padre Miguelinho, um dos futuros implicados na Revolução Pernambucana de 1817.

#### Revolução Pernambucana (1817)
A chamada Revolução Pernambucana, também conhecida como "Revolução dos Padres", foi um movimento emancipacionista que eclodiu em 6 de março de 1817 na então Capitania de Pernambuco. Dentre as suas causas, destacam-se a influência das ideias iluministas propagadas pelas sociedades maçônicas, o absolutismo monárquico português e os enormes gastos da Família Real e seu séquito recém-chegados ao Brasil — o Governo de Pernambuco era obrigado a enviar para o Rio de Janeiro grandes somas de dinheiro para custear salários, comidas, roupas e festas da Corte, o que dificultava o enfrentamento de problemas locais (como a seca ocorrida em 1816) e ocasionava o atraso no pagamento dos soldados, gerando grande descontentamento no povo pernambucano. Foi o único movimento libertário do período de dominação portuguesa que ultrapassou a fase conspiratória e atingiu o processo revolucionário de tomada do poder.
Contou com relativo apoio internacional: os Estados Unidos, que dois anos antes tinham instalado no Recife o seu primeiro Consulado no Brasil e no Hemisfério Sul devido às relações comerciais com Pernambuco, se mostraram favoráveis à revolução, bem como os ex-oficiais de Napoleão Bonaparte que pretendiam resgatar o seu líder do cativeiro em Santa Helena, levá-lo a Pernambuco e depois a Nova Orleans.
No começo do século XIX, Pernambuco era a capitania mais rica do Brasil. Recife e Olinda, as duas maiores urbes pernambucanas, tinham juntas cerca de 40 mil habitantes (o Rio de Janeiro, capital da colônia, possuía 60 mil habitantes). O porto do Recife escoava a produção de açúcar — das centenas de engenhos da Zona da Mata, cujo litoral se estendia da foz do rio São Francisco até a vila de Goiana —, e de algodão. Além de sua importância econômica e política, os pernambucanos tinham participado de diversas lutas libertárias. A primeira e mais importante tinha sido a Insurreição Pernambucana, em 1645. Depois, na Guerra dos Mascates, foi aventada a possibilidade de proclamar a independência de Olinda.
O movimento iniciou-se com a ocupação do Recife, em 6 de março de 1817. No regimento de artilharia, o capitão José de Barros Lima, conhecido como Leão Coroado, reagiu à voz de prisão e matou a golpes de espada o comandante Barbosa de Castro. Depois, na companhia de outros militares rebelados, tomou o quartel e ergueu trincheiras nas ruas vizinhas para impedir o avanço das tropas monarquistas. O governador Caetano Pinto de Miranda Montenegro refugiou-se no Forte do Brum, mas, cercado, acabou se rendendo. Tendo conseguido dominar o Governo Provincial, se apossaram do tesouro da província, instalaram um governo provisório e proclamaram a República. A revolução foi liderada pelo comerciante Domingos José Martins e pelo Padre João Ribeiro, com o apoio dos religiosos Vigário Tenório, Padre Miguelinho, Padre Roma, Vigário de Santo Antônio, Frei Caneca e mais Antônio Carlos de Andrada (irmão de José Bonifácio), José de Barros Lima, Domingos Teotônio Jorge, Antônio Henriques Rabelo, Manuel Corrêa de Araújo, Cruz Cabugá, José Luís de Mendonça, Gervásio Pires, José de Barros Falcão de Lacerda, entre outros.
A repressão à Revolução Pernambucana foi sangrenta. Muitos revoltosos foram arcabuzados ou enforcados com seus corpos mutilados depois de mortos. Outros morreram na prisão. O Padre João Ribeiro suicidou-se, mas o seu corpo foi desenterrado, esquartejado e sua cabeça exposta em praça pública. Um episódio que emocionou até os carrascos foi o de Vigário Tenório, que foi enforcado e decepado, teve as suas mãos cortadas e o corpo arrastado pelas ruas do Recife. Também em retaliação, foi desmembrada de Pernambuco, com sanção de João VI de Portugal, a Comarca das Alagoas, cujos proprietários rurais haviam se mantido fiéis à Coroa, e como recompensa, puderam formar uma capitania independente.
Os revolucionários, oriundos de várias partes da colônia, tinham como objetivo principal a conquista da independência do Brasil em relação a Portugal, com a implantação de uma república liberal. O movimento abalou a confiança na construção do império americano sonhado por Dom João VI, e por este motivo é considerado o precursor da independência conquistada em 1822.

#### Convenção de Beberibe (1821)
Pernambuco foi a primeira província brasileira a se separar do Reino de Portugal, onze meses antes da proclamação da Independência do Brasil pelo Príncipe Dom Pedro de Orleans e Bragança. No dia 29 de agosto de 1821, teve início um movimento armado contra o governo do capitão general Luís do Rego Barreto — o algoz da Revolução Pernambucana —, culminando com a formação da Junta de Goiana, tornando-se vitorioso com a rendição das tropas portuguesas em capitulação assinada a 5 de outubro do mesmo ano, quando da Convenção de Beberibe, responsável pela expulsão dos exércitos portugueses do território pernambucano.
O Movimento Constitucionalista de 1821 é considerado o primeiro episódio da Independência do Brasil.

## Brasil Imperial

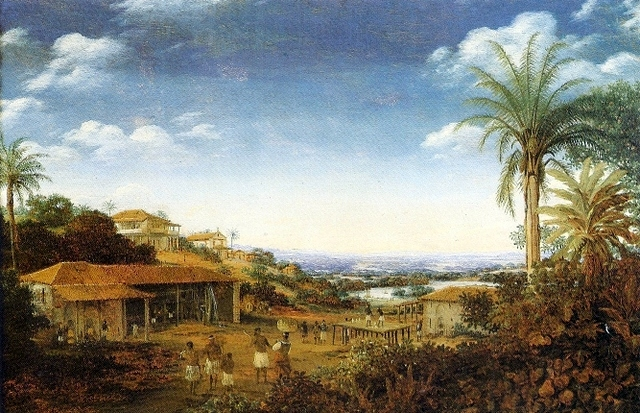
Engenho de açúcar. Pernambuco permaneceu como principal exportador de açúcar e algodão do Brasil durante o Período Imperial.

A Capitania de Pernambuco tinha sido, durante o ciclo do açúcar e em princípios do século XIX, o mais importante núcleo econômico do Brasil. No Período Imperial, a província de Pernambuco era ainda uma das mais importantes do país, mantendo a primazia em relação às províncias vizinhas; e sua capital, Recife, só perdia em importância política e econômica para o Rio de Janeiro. Todavia, a economia da província é afetada pela decadência do açúcar e do algodão. 
A estrutura agrária herdada do período colonial se mantém baseada no latifúndio e um pequeno número de famílias proprietárias controlava a maior parte das terras. Nabuco de Araújo afirmava: "Enumerai os engenhos da província e vos damos fiança de que um terço deles pertencem aos Cavalcanti".

### Movimentos separatistas durante o Período Imperial

#### Confederação do Equador (1824)

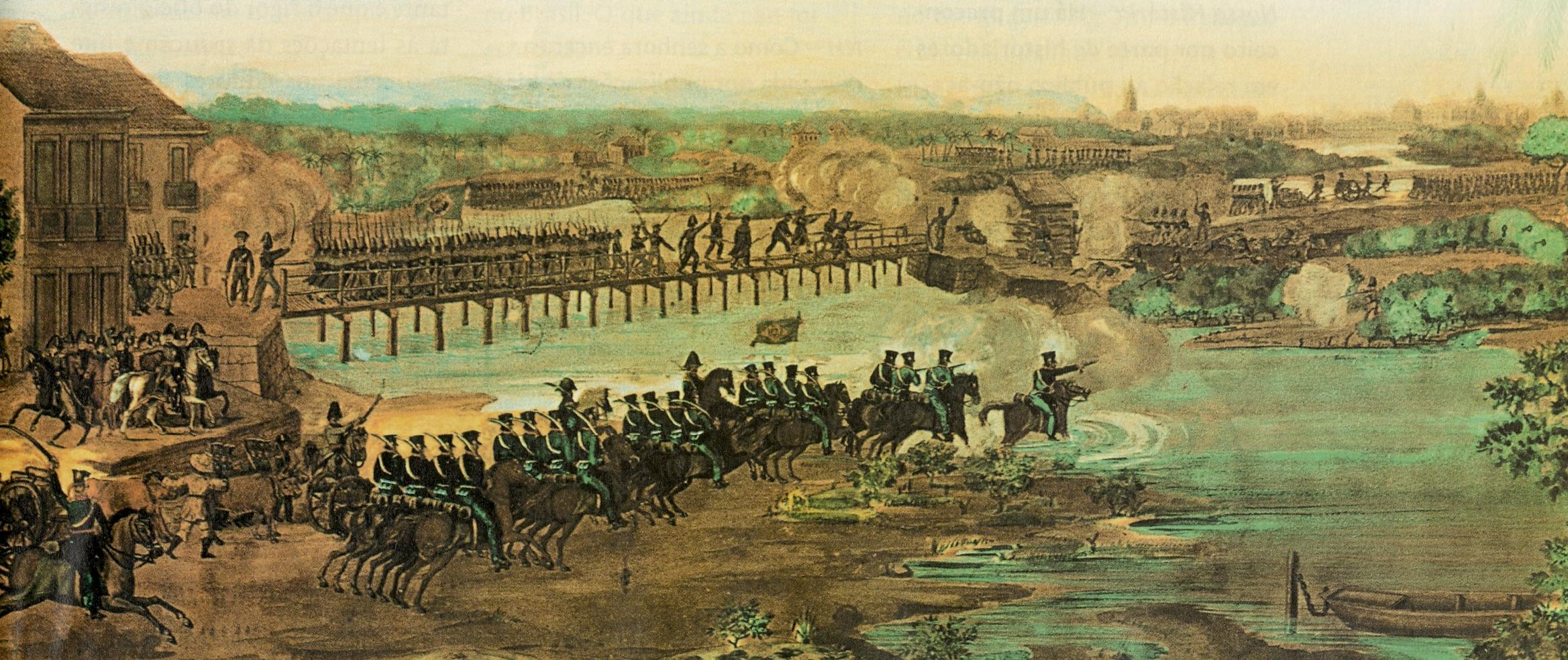
Exército Imperial do Brasil ataca as forças confederadas no Recife, 1824.

A Confederação do Equador foi um movimento revolucionário, de caráter emancipacionista (ou autonomista) e republicano, que eclodiu em Pernambuco, se alastrando para outras províncias do Nordeste do Brasil. É considerada um desdobramento da Revolução Pernambucana, e representou a principal reação contra a tendência absolutista e a política centralizadora do governo do imperador Dom Pedro I (1822-1831), esboçada na Carta Outorgada de 1824, a primeira Constituição do país.
Dom Pedro I, mesmo após a Independência do Brasil, permanecia atrelado aos interesses da Coroa Portuguesa, e mostrava-se simpático a uma proposta, feita pelo seu pai Dom João VI, de recriar o Reino Unido com base em fórmula que concederia ao Brasil uma ampla autonomia, porque assim preservaria seus direitos ao trono português. A fórmula, contudo, era vista por muitos pernambucanos como uma tentativa de recolonização. Além disso, a província de Pernambuco se ressentia ao pagar elevadas taxas para o Império, que as justificava como necessárias para levar adiante as guerras provinciais pós-independência (algumas províncias resistiam à separação de Portugal). Pernambuco esperava que a primeira Constituição do Império seria do tipo federalista, e daria autonomia para as províncias resolverem suas questões.

Frei Caneca, que esteve implicado na Revolução Pernambucana, foi líder e mártir da Confederação do Equador.

A repressão ao movimento foi severa. O imperador pediu empréstimos à Inglaterra e contratou tropas no exterior, que seguiram para o Recife sob o comando de Thomas Cochrane. Os rebeldes foram subjugados, e vários líderes da revolta, como Frei Caneca, foram enforcados ou fuzilados. Também em retaliação, Dom Pedro I desligou do território pernambucano, através de decreto, a extensa Comarca do Rio de São Francisco (atual Oeste Baiano), passando-a, inicialmente, para Minas Gerais e, depois, para a Bahia. Esta foi a última porção de terra desmembrada de Pernambuco, impondo à província uma grande redução da extensão territorial, de 250 mil km² para 98 mil km². Em 1924 o Jornal do Recife publicou matéria sobre a Confederação do Equador e nela destacou o Decreto de Dom Pedro I, lavrado em 7 de julho de 1824:
"Tendo chegado ao Meu Imperial conhecimento de que o intruso Presidente de Pernambuco Manoel de Carvalho Paes de Andrade, que não tem podido seduzir até hoje, eis que um punhado de Militares e de gente miserável sem luzes, sem costumes e sem fortuna da cidade do Recife e de três ou quatro villas circunvizinhas, procura levar agora a todos os pontos da Província, os mesmos embustes e imposturas, que temerariamente  tem assoalhado, mandando emissários para arrastarem ao mesmo abysmo que o espera, os Povos innocentes do interior, a quem difficultosamente chegam notícias do verdadeiro estado das cousas públicas que elle cautelosamente occulta ou desfigura. E devendo Eu como Imperador e Defensor Perpétuo do Império empregar todos os meios possíveis para manter a integridade delle e salvar meus fiéis súbditos do contágio da seducção e impostura com que o partido demagogo pretende illaqui-alos. E considerando quão importante é a bella comarca denominada do Rio São Francisco, que faz parte da Província de Pernambuco e a põe em contacto com a de Minas Geraes, e o grande cuidado que devem merecer-lhe seus habitantes pela constante fidelidade e firme adhesão  que tem mostrado à Sagrada Causa da Independência e do Império, e até pelos sacrifícios que tem já feito em favor della. Hei por bem, com o favor de Meu Conselho d’Estado, Ordear, como por este Condeno que a  dita comarca do Rio São Francisco seja desligada da Província de Pernambuco e fique desde a publicação deste Decreto em diante pertencendo à Província de Minas Geraes, de cujo Presidente, receberão autoridades respectivas as ordens necessárias para o seu governo e administração , provisoriamente, e enquanto a Assembleia próxima a installar-se não organizar um plano geral de divisão conveniente. Ficará, porém, a dita comarca sujeita, como até aqui em seus recursos judiciaes, à relação da Província da Bahia."

#### Revolução Praieira (1848-1850)
A Revolução Praieira, também denominada "Insurreição Praieira", "Revolta Praieira" ou simplesmente "Praieira", foi um movimento de caráter liberal e separatista ocorrido na província de Pernambuco entre os anos de 1848 e 1850. A última das revoltas provinciais está ligada às lutas político-partidárias que marcaram o Período Regencial e o início do Segundo Reinado. Sua derrota representou uma demonstração de força do governo de Dom Pedro II (1840-1889).
A monarquia brasileira era duramente contestada pelas novas ideias liberais da época. Para além do descontentamento com o governo imperial, grande parte da população pernambucana mostrava-se insatisfeita com a concentração fundiária e do poder político na província, a mais importante do Nordeste. Foi nesse contexto que surgiu o Partido da Praia, criado para opor-se ao Partido Liberal e ao Partido Conservador, ambos dominados por duas famílias poderosas que viviam fazendo acordos políticos entre si. Houve uma série de disputas pelo poder, até que, em 7 de novembro de 1848, iniciou-se a luta armada. Em Olinda, os líderes praieiros lançaram o “Manifesto ao Mundo”, e passaram a lutar contra as tropas do governo imperial, que interveio e pôs fim à maior insurreição ocorrida no Segundo Reinado.

## Brasil República

Carta corográfica da Província de Pernambuco, em 1880. Arquivo Nacional.

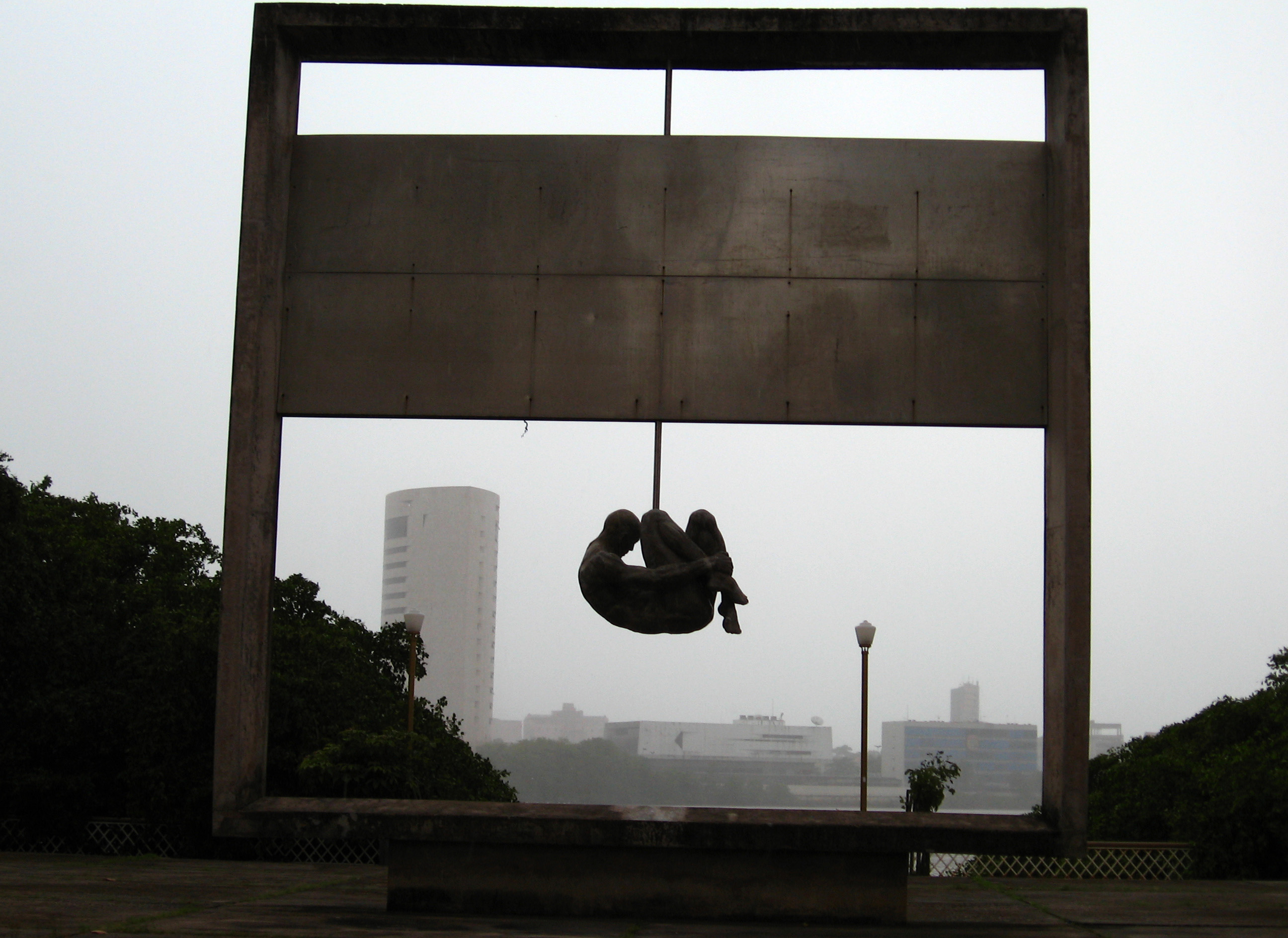
Na década de 1970 o Recife era ainda a terceira maior metrópole do Brasil, e foi um dos principais centros de atuação da Ditadura Militar. Na foto o Monumento Tortura Nunca Mais.

Nos primeiros anos do Brasil República o Recife era ainda uma cidade muito influente: só perdia em importância político-econômica para o Rio de Janeiro. Nos anos 1910, a cidade pretendia tornar-se moderna, tal como Paris, através da reforma do porto e construção de largas avenidas, sem preocupação com a preservação dos edifícios históricos, muitos dos quais completamente demolidos. Como em todo o Brasil, o modernismo não afetou as graves diferenças sociais. Iniciou-se então um período de agitação cultural, e a Belle Époque mostrou a busca de novas linguagens para traduzir as velozes mudanças trazidas pelas novas técnicas. Os recifenses tinham até os meados do século uma forte influência cultural francesa.
No dia 26 de julho de 1930, o advogado e político João Pessoa, que tinha sido naquele ano candidato a vice-presidente na chapa encabeçada por Getúlio Vargas — e derrotada por Júlio Prestes —, foi assassinado por João Duarte Dantas na Confeitaria Glória, na Rua Nova, Centro do Recife. O crime foi um dos estopins da Revolução de 1930. Após o início do Estado Novo, Getúlio nomeou o seu então ministro do trabalho, Agamenon Magalhães, para ser o governador (ou interventor) de Pernambuco, levando para o estado o espírito do regime instalado nacionalmente. Enquanto esteve no comando do estado, Agamenon realizou ações em benefício dos mais pobres e perseguiu seus opositores, conseguindo criar um movimento político baseado nele próprio chamado Agamenonismo, que continuo influente após o fim do Estado Novo, influencia esta que culminou com a eleição de Agamenon Magalhães para o governo de Pernambuco em 1950. Agamenon Magalhães morreu enquanto era governador em 1952, porém o Agamenonismo continuou vivo através de Etelvino Lins, sucessor de Agamenon e seu braço direito, que venceu a eleição ocorrida no mesmo ano, e Cordeiro de Farias.
O Agamenonismo foi derrotado em 1958 com a eleição de Cid Sampaio, candidato que, apesar de pertencer à UDN, tinha o apoio da esquerda no estado (cuja figura mais conhecida era Miguel Arraes). Quatro anos depois Miguel Arraes conseguiu se eleger governador pelo Partido Social Trabalhista, marcando a ascensão da esquerda ao governo em Pernambuco. Os governos de Arraes como prefeito de Recife e governador do estado fizeram Miguel Arraes ser uma figura nacionalmente conhecida e Pernambuco um dos palcos da polarização política que precedeu o Golpe de 1964. Após o golpe, Miguel Arraes foi cassado e preso em 1º de abril, em 1965 se exilou na Argélia. Em 1966, houve um atentado terrorista cujo alvo era o general e candidato a sucessão da presidência da república, Arthur da Costa e Silva, enquanto desembarcava no Aeroporto dos Guararapes. Houve mortos e feridos, mas o futuro presidente escapou, chegando ao Recife de carro a partir de João Pessoa. Um dos principais centros de atuação do Regime Militar no país, foi na metrópole pernambucana que se iniciou, em 1983, o movimento "Diretas Já", que se expandiu por todo o país e foi responsável por apressar o fim da ditadura no Brasil.
Após o fim da Ditadura Militar, Miguel Arraes retornou ao Brasil e foi eleito governador de Pernambuco duas vezes, em 1986 e 1994, sendo derrotado por Jarbas Vasconcelos em sua tentativa de reeleição em 1998. Apesar da derrota eleitoral do próprio Arraes, o grupo político dele, representado pelo Partido Socialista Brasileiro e pela família Campos-Arraes, conseguiu voltar ao poder em 2007 com a eleição de Eduardo Campos para o governo de Pernambuco. Esse grupo político comandou o estado por 16 anos, até perder em 2022 para Raquel Lyra, a primeira mulher a ser governadora do estado.
A partir do século XX, a economia pernambucana passou por um processo de estagnação que fez com que o estado perdesse o protagonismo regional, passando a ser o estado com o segundo maior PIB da região Norte-Nordeste. Porém, desde o início de século XXI, ocorre um processo de diversificação que fez com que Pernambuco se tornasse o estado com maior crescimento econômico no Nordeste nas últimas décadas.

## Ordem cronológica das revoltas e conspirações pernambucanas
Pernambuco foi palco de várias revoltas, revoluções e conspirações, em geral inspiradas pela Revolução Francesa, pela maçonaria e pelo iluminismo. Ideias europeias de liberdade, igualdade e fraternidade se espalhavam entre os pernambucanos mais afortunados, geralmente os aristocratas literatos dos engenhos de cana-de-açúcar. Chegou até mesmo a existir por alguns meses a República de Pernambuco, resultado da Revolução Pernambucana. Apesar de a última revolução datar do meio do século XIX, todas elas influenciaram profundamente o estado, e o fazem até hoje — a bandeira atual, por exemplo, foi instituída na Revolução de 1817.

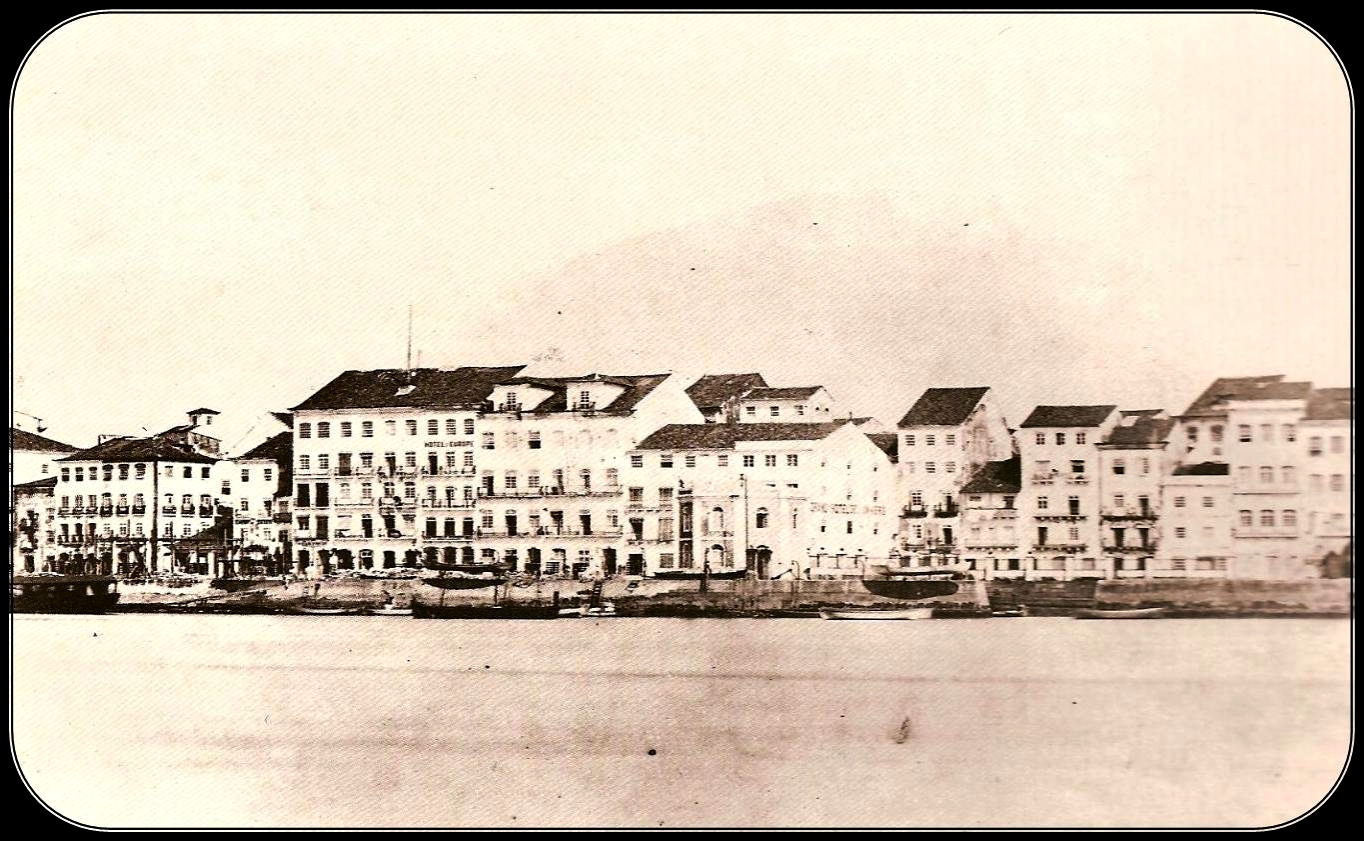
Porto do Recife, 1865

- Insurreição Pernambucana, 1645 a 1654
- Conjuração de "Nosso Pai", 1666
- Guerra dos Mascates, 1710 a 1711
- Conspiração dos Suassunas, 1801
- Revolução Pernambucana, 1817
- Convenção de Beberibe, 1821
- Confederação do Equador, 1824
- Setembrada, 1831
- Novembrada, 1831
- Abrilada, 1832
- Cabanada, 1832 a 1835
- Carneiradas, 1834 a 1835
- Revolução Praieira, 1848 a 1850

## Cronologia por século
- XV - Descobrimento do Brasil por Vicente Yáñez Pinzón.
- XVI - Com a colonização de Pernambuco, Olinda se torna a urbe mais rica da América Portuguesa.
- XVII - A Capitania de Pernambuco atinge o posto de maior e mais rica área de produção de açúcar do mundo. Anos mais tarde, ocorre a Invasão Holandesa, quando Olinda é destruída e Recife se torna a capital da chamada Nova Holanda.
- XVIII - Ápice territorial de Pernambuco via anexação de capitanias vizinhas. Território pernambucano ia do atual estado do Ceará até a atual divisa da Bahia com Minas Gerais na margem oeste do rio São Francisco.
- XIX - Pernambuco é reduzido a menos da metade do seu tamanho devido a retaliações pelos seus movimentos libertários e emancipacionistas.
- XX - Pernambuco perde grande peso geopolítico no Brasil, crescendo menos da metade do resto do país já desde o primeiro Censo.
- XXI - A economia pernambucana tenta recuperar o fôlego perdido nas últimas décadas do século XX, no contexto do crescimento nordestino.